# Carrie Goldberg
Carrie Goldberg (1977) és una advocada estatunidenca especialitzada en delictes sexuals amb el seu bufet d'advocats CA Goldberg PLLC . Ha representat cinc clients que van descriure l'abús sexual comesos per Harvey Weinstein; l'antiga diputada demòcrata al Congrés Katie Hill després que les seves fotos nues es publiquessin als mitjans de comunicació; i l'autora Emma Cline després que una exparella denunciés per plagi. També ha treballat en diversos casos que inclouen pornografia de venjança (revenge porn), violència masclista i ciberassetjament.
Goldberg va experimentar una violència sexual significativa, cosa que la va motivar a iniciar el seu despatx d'advocats el 2014. Abans d'això, va treballar amb supervivents de l'Holocaust durant diversos anys i en dret de propietat i tutela. La seva carrera legal i les seves experiències vitals són el tema del seu llibre Nobody's Victim (2019), que també descriu altres casos famosos de violència sexual.
Goldberg s'oposa a la Secció 230 de la Llei de Decència de Comunicacions dels EUA (CDA), que eximeix els llocs web de ser responsables del contingut de tercers; el seu cas contra Grindr per negligència va ser rebutjat per aquest motiu. Ha criticat les respostes del Departament d'Educació de la ciutat de Nova York als informes de violència sexual per part d'estudiants i ha representat aquests estudiants.